# 糸原
糸原（いとばる）とは、宮崎県宮崎市内の地名。正式には「宮崎市大字糸原」の表記となる。北地域自治区に属している。郵便番号は880-2231。

## 地理
宮崎市の北西部、北地域自治区の西側に位置するに属する。大淀川（左岸）とその支流の本庄川の合流部に位置する。低地は主に住宅街・農地となっているほか、一部地区では山林が広がる。
北を大字金崎・大字堤内、本庄川を挟んで東を大字大瀬町、大淀川を挟んで南を大字有田・大字富吉、西を高岡町花見と接する。

## 歴史
- 1889年5月1日 - 宮崎郡瓜生野村・東諸県郡倉岡村が発足。
- 1951年3月25日 - 宮崎市に編入。
- 2006年1月1日 - 旧瓜生野村・倉岡村域が北地域自治区となる。

## 世帯数と人口
2023年（令和5年）9月1日現在の世帯数と人口は以下の通りである。
| 町丁     | 世帯数  | 人口   |
| -------- | ------- | ------ |
| 大字糸原 | 796世帯 | 1788人 |

## 小・中学校の学区
市立小・中学校に通う場合、学区は以下の通りとなる。
| 町名     | 小学校             | 中学校               |
| -------- | ------------------ | -------------------- |
| 大字糸原 | 宮崎市立倉岡小学校 | 宮崎市立宮崎北中学校 |

## 交通

### バス
宮交グループの運営するバスが営業している。

### 道路
- 東九州自動車道（通過のみ）
- 宮崎県道17号南俣宮崎線
- 宮崎県道352号野首麓線

## 施設
- 宮崎刑務所
- 有田橋
- 倉岡橋
- 宮崎北警察署倉岡駐在所